# Monster High
Monster High é uma franquia de fashion dolls estadunidense criada e desenvolvida pela Mattel em julho de 2010. A franquia gira em torno da vida escolar de adolescentes filhos de monstros clássicos e de filmes de terror. Tais personagens frequentam uma escola especial para monstros chamada Monster High. Cada monstro gera uma característica para uma personagem da série, variando entre vampiros, lobisomens, zumbis, fantasmas, entre outros. Foram originalmente criados por Garrett Sander, com ilustrações de Kellee Riley.
Atualmente, são um dos brinquedos mais populares da Mattel, junto dos já consagrados Barbie, Max Steel, Polly Pocket e Hot Wheels. A série começou a ser promovida com um desenho animado em flash para o website da franquia, além de alguns filmes em animação computadorizada distribuídos em DVDs, em parceria com a Universal Pictures. A série ganhou um spin-off em 2013, Ever After High, que teve início no mesmo ano que a Hasbro criou a série rival Equestria Girls.
Em 2016, a franquia passou por um reboot com um redesign nas bonecas e uma nova série de filmes recontando a história dos personagens.
Monster High foi relançado pela segunda vez em 2020 com o lançamento de novos bonecos representando cultos de filmes de terror/gótico, culminando com o anúncio de 2021 de uma série de TV de animação e um filme musical live-action, ambos produzidos pela Mattel Television e estreados na Nickelodeon em outubro de 2022.

## Sinopse
Monster High é diferente de qualquer escola lá fora. Os filhos e filhas dos clássicos monstros da literatura, como Drácula, Frankenstein, Lobisomem, Múmia, entre outros, são amigos e frequentam a mesma escola especial, chamada Monster High. Onde mais você pode assistir a aulas como Mad Science, Home Ick e Dragonomics? Mas as aulas não são o que tornam o Monster High especial, são os estudantes fantásticos! Os alunos Monster High vêm de todas as esferas da vida. De fantasmas e lobisomens a vampiros e monstros marinhos (e mais!), todos são bem-vindos em Monster High. Monster High é um lugar onde os estudantes abraçam e celebram o que os torna diferentes. Nossos alunos também aceitam seus amigos e todas as suas qualidades únicas, porque é disso que se trata a verdadeira amizade.

## Concepção
Em 2007, Mattel estava procurando uma nova marca de bonecas e Garret Sander, um funcionário do setor de design de embalagens da Mattel, ofereceu a eles sua ideia. Originalmente, todas as personagens que conhecemos seriam as protagonistas, com exceção de Cleo de Nile, pois Operetta estaria em seu lugar. Entretanto, Sander decidiu que Cleo combinaria mais com este papel. Logo após a mudança, foi passado para Kellee Riley o papel de fazer as ilustrações das personagens. Ghoulia Yelps e Abbey Bominable também não seriam protagonistas, no entanto, ao decorrer da série as duas acabaram se tornando parte do grupo principal. Quando a franquia foi lançada, em Julho de 2010, o conceito da série foi de que todos os monstros se aceitavam da forma como eles são, com todos os defeitos. Em seu lançamento, as bonecas acabaram sumindo das prateleiras em menos de um dia, ocasionando falta de produtos da marca nas lojas. Depois, Abbey Bominable e Ghoulia Yelps não seriam consideradas personagens principais, no entanto, ao decorrer da série acabaram se tornando parte do grupo principal

## Personagens

### Principais
| Estudante       | Gênero    | Espécie de Origem          |
| --------------- | --------- | -------------------------- |
| Abbey Bominable | Feminino  | Abominável Homem das Neves |
| Clawdeen Wolf   | Feminino  | Lobisomem                  |
| Cleo de Nile    | Feminino  | Múmia                      |
| Deuce Gorgon    | Masculino | Medusa                     |
| Draculaura      | Feminino  | Conde Drácula              |
| Frankie Stein   | Feminino  | Frankenstein               |
| Ghoulia Yelps   | Feminino  | Zumbi                      |
| Lagoona Blue    | Feminino  | Monstro Marinho            |

### Secundários
| Estudante                      | Origem                               |
| ------------------------------ | ------------------------------------ |
| Amanita Nightshade             | Flor Cadáver                         |
| Ari Hauntington                | Fantasma                             |
| Astranova                      | Alienígena                           |
| Avea Trotter                   | Híbrido (Centauro e Harpia)          |
| Aery Evenfall                  | Híbrido (Esqueleto e Centauro)       |
| Betsy Claro                    | Morcego Vampiro Branco               |
| Bonita Femur                   | Híbrido (Homem Traça e Esqueleto)    |
| Bay Tidechaser                 | Híbrido (Monstro Marinho e Centauro) |
| Casta Fierce                   | Bruxa Circe                          |
| Catty Noir                     | Homem Gato                           |
| Catrine DeMew                  | Homem Gato                           |
| Caprice Whimcanter             | Centauro                             |
| Clawd Wolf                     | Lobisomem                            |
| Clawdia Wolf                   | Lobisomem                            |
| Dayna Treasura Jones           | Davy Jones                           |
| Djinni "Whimp" Grant           | Gênio da Lâmpada                     |
| Elissabat                      | Vampiro                              |
| Elle Eedee                     | Robô                                 |
| Finnegan Wake                  | Tritão                               |
| Fawntine Fallowheart           | Híbrido (Cervo e Centauro)           |
| Flara Blaze                    | Híbrido (Fênix e Centauro)           |
| Frets Quartzmane               | Híbrido (Gárgula e Centauro)         |
| Garrott Du Roque               | Gárgula                              |
| Gigi Grant                     | Gênio da Lâmpada                     |
| Gilda Goldstag                 | Corça de Cerineira                   |
| Gooliope Jellington            | Experimento de Laboratório           |
| Gillington "Gil" Webber        | Monstro da Lagoa Negra               |
| Grimmily Anne McShmiddlebopper | Monstro do Lago Ness                 |
| Heart Burns                    | Elemental de Fogo                    |
| Holt Hyde                      | Elemental de Fogo                    |
| Honey Swamp                    | Monstro do Pântano                   |
| Howleen Wolf                   | Lobisomem                            |
| Invisi Billy                   | Homem Invisível                      |
| Iris Clops                     | Ciclope                              |
| Isi Dawndancer                 | Espírito de Cervo                    |
| Jackson Jekyll                 | Humano (Elemental de Fogo)           |
| Jane Boolittle                 | Doutor Boolittle                     |
| Jinafire Long                  | Dragão Chinês                        |
| Johnny Spirit                  | Fantasma                             |
| Kala Me'ri                     | Kraken                               |
| Kiyomi Haunterly               | Fantasma Sem Rosto                   |
| Kjersti Trollson               | Troll                                |
| Lorna McNessie                 | Monstro do Lago Ness                 |
| Luna Mothews                   | Homem Traça                          |
| Manny Taur                     | Minotauro                            |
| Marisol Coxi                   | Pé Grande                            |
| Moanica D'Kay                  | Zumbi                                |
| Mouscedes King                 | Rato                                 |
| Meowlody                       | Homem Gato                           |
| Nefera de Nile                 | Múmia                                |
| Neighthan Rot                  | Híbrido (Zumbi e Unicórnio)          |
| Operetta                       | Fantasma da Ópera                    |
| Olympia Wingfield              | Híbrido (Vampiro e Centauro)         |
| Peri e Pearl Serpentine        | Hidra de Lerna                       |
| Posea Reef                     | Ninfa do Mar                         |
| Purrsephone                    | Mulher Gato                          |
| Penepole Steamtail             | Híbrido (Borboleta e Centauro)       |
| Pyxis Prepstockings            | Híbrido (Pégaso e Centauro)          |
| Porter Geiss                   | Poltergeist                          |
| River Styxx                    | Ceifador                             |
| Rochelle Goyle                 | Gárgula                              |
| Robecca Steam                  | Robô                                 |
| Romulus                        | Lobisomem                            |
| Scarah Screams                 | Banshee                              |
| Skelita Calaveras              | Esqueleto                            |
| Silvi Timberwolf               | Lobisomem Cinza                      |
| Sirena Von Boo                 | Híbrido (Fantasma e Sereia)          |
| Spectra Vondergeist            | Fanstasma                            |
| Sloman "Slo Mo" Mortavitch     | Zumbi                                |
| Skyra Bouncegait               | Híbrido (Fantasma e Centauro)        |
| Toralei Stripe                 | Homem Gato                           |
| Treesa Thornwillow             | Monstro Planta                       |
| Twyla Boogeyman                | Bicho Papão                          |
| Vandala Doubloons              | Fantasma Pirata                      |
| Venus McFlytrap                | Planta Carnívora                     |
| Viperine Gorgon                | Medusa                               |
| Vu-Edu Voodoo                  | Boneco Voodoo                        |
| Wydowna Spider                 | Aracne                               |

## Website e mídia
O site de Monster High foi ao ar em 5 de maio de 2010. Os visitantes podem acessar jogos, bios dos personagem, fazer downloads e várias atividades. O site também disponibiliza webisódios desde o ano do lançamento da franquia. A música tema foi intitulada como "Fright Song", está disponível para visualização no YouTube e pode ser comprada no iTunes.

## Filmes

### Série original
- Monster High: O Novo Fantasma da Escola
- Monster High: Choque de Cultura: Presas x Pelos
- Monster High: Por que os Monstros se Apaixonam?
- Monster High: Fuga da Ilha do Esqueleto
- Monster High: Os Pesadelos de Monster High
- Monster High: Uma Festa de Arrepiar
- Monster High: Scaris a Cidade sem Luz
- Monster High: 13 Monster Desejos
- Monster High: Monstros, Câmera, Ação!
- Monster High: Monster Fusion (Uma Fusão Muito Louca)
- Monster High: Assombrada
- Monster High: Boo York, Boo York
- Monster High: A Assustadora Barreira de Coral

### 2° Geração Reboot
- Bem-Vindos a Monster High (A História Original)
- Monster High: Eletrizante

### 3° Geração Reboot
- Monster High O Filme (live Action)

## Anime
No final de 2014, a Mattel juntamente em parceria com a Shogakukan Music & Digital Entertainment desenvolveram uma Original net animation de oito capítulos para promover a franquia no Japão. O anime intitulado Monster High: Kowa-ike Girls (モンスター・ハイ こわイケガールズ, Monsutā hai kowa ikegāruzu, lit. Monster High: Scary Cool Ghouls) foi ao ar no site japonês da franquia, nunca foi transmitido ou dublado para fora do Japão. O anime mostra uma versão redesenhada das personagens adaptadas para o estilo mangá, mas mantendo o mesmo tempo de duração como das animações originais feitas nos Estados Unidos.

## Revistas e quadrinhos
No Brasil, duas séries de quadrinhos foram publicadas. A primeira série foi lançada pela editora Deomar em de novembro de 2011 até novembro de 2012, rendendo nove edições, sendo vendidos ao lado dos gibis do Max Steel e da Polly Pocket, tal como os outros possuindo quadrinhos em fotonovela de episódios da websérie. Uma revista para o público adolescente intitulada "Monster High Teen", um álbum de figurinhas e outras revistas também foram vendidas pela Deomar neste período.
A segunda série em quadrinhos foi publicada pela Editora Abril, começando em setembro de 2013 e indo até 2015, rendendo vinte edições, além das edições nacionais das graphic novels lançadas nos Estados Unidos, a Abril também lançou alguns álbuns de figurinhas.

## Recepção
Destinado a pré-adolescentes e crianças, Monster High foi um sucesso imediato, ganhando também o interesse de colecionadores de bonecas e figuras de ação, algo creditado ao seu 'design inteligente'.

### Controvérsias
Em 14 de março de 2011, quando a Herald Sun fez uma crítica das bonecas, surgiu a primeira controvérsia na mídia. Monster High era para ser lançado na Austrália em 1 de abril de 2011, e em resposta a Herald Sun fez um artigo sobre as bonecas que foi amplamente negativo.
A maioria dos críticos falavam especificamente sobre Clawdeen Wolf. Além das roupas, consideradas inapropriadas, as suas sobrancelhas foram consideradas uma "grande falha" para a personagem, e também criticando o fato de ela se barbear frequentemente. Foi argumentado que isso poderia incentivar as meninas a "sentirem vergonha de seus próprios corpos, para poderem se sentir mais atraentes". Este artigo não se espalhou rapidamente, no entanto, quando a polêmica começou, gerou algumas especulações, mas desapareceu rapidamente. A crítica em geral levou em conta as opiniões de Herald Sun, mas pareceu não considerar os pontos levantados pela Fox News.
Finalmente, Monster High foi mencionado em um relatório do Greenpeace, em 8 de junho de 2011 sobre a parceria da Mattel com a Asia Pulp & Paper. Asia Pulp & Paper fabricava os produtos da Mattel com papel produzido a partir de árvores da floresta. A maior parte desta produção foi utilizadz para bonecas Barbie, mas foram encontrados traços deste material na embalagem da boneca Draculaura. Dois dias depois da divulgação do relatório, a Mattel cortou os laços com a Asia Pulp & Paper e tem, desde então, utilizado exclusivamente papel limpo e papelão.